# Season Hubley
Season Hubley (New York, 14 maart 1951), geboren als Susan Hubley, is een Amerikaanse actrice.

## Biografie
Hubley begon in 1972 met acteren met de film Bobby Jo and the Good Time Band. Hierna heeft ze nog meerdere rollen gespeeld in films en televisieseries zoals Kung Fu (1974), Family (1976-1977), Escape from New York (1981) en All My Children (1992-1994). In 1998 heeft ze haar laatste rol gespeeld en wat zij hierna gedaan heeft is niet bekend.
Hubley is op 17 maart 1979 getrouwd met Kurt Russell en van hem gescheiden op 16 mei 1983. Samen kregen ze één kind.. In 1992 trouwde ze opnieuw, van wie ze in 1994 scheidde.

## Filmografie[4]

### Films
- 1998 Kiss the Sky – als Beth
- 1998 Children of the Corn V: Fields of Terror – als moeder van Lilly
- 1996 Humanoids from the Deep – als moeder van Timmy
- 1996 No One Would Tell – als Rita Thompson
- 1992 Stepfather III – als Jennifer Ashley
- 1992 Steel Justice – als Gina Morelli
- 1991 Total Exposure – als Andi Robinson
- 1990 Vestige of Honor – als Marilyn
- 1990 Child in the Night – als Valerie
- 1990 Unspeakable Acts – als Jackie Harrison
- 1989 Caddie Woodlawn – als Harriet Woodlawn
- 1988 Shakedown on the Sunset Strip – als Audre Davis
- 1987 Steele Justice – als ??
- 1987 Prettykill – als Heather Todd
- 1986 Christmas Dove – als Melissa
- 1986 Under the Influence – als Ann Talbot Simpson
- 1985 The Key to Rebecca – als Elene Fontana
- 1984 The Three Wishes of Billy Grier – als Phyllis
- 1983 A Caribbean Mystery – als Molly Kendall
- 1982 Vice Squad – als Prinses
- 1981 Escape from New York – als Meisje in Chock Full O'Nuts
- 1979 Mrs. R's Daughter – als Ellie Pruitt
- 1979 Elvis – als Priscilla Presley
- 1979 Hardcore – als de prostituee Niki
- 1977 SST: Death Flight – als Anne Redding
- 1974 The Healers – als Ann Kilmer
- 1974 Catch My Soul – als Desdemona
- 1973 She Lives! – als Pam Rainey
- 1973 Lolly-Madonna XXX – als Lolly Madonna
- 1972 Bobby Jo and the Good Time Band – als Bobby Jo

### Televisieseries
Uitgezonderd eenmalige gastrollen.
- 1992 – 1994 All My Children – als Angelique Voynitzheva Marick – 8 afl.
- 1988 Blue Skies – als Annie Pfeiffer Cobb - ? afl.
- 1978 Loose Change – als Tanya Berenson – miniserie
- 1976 – 1977 Family – als Salina Magee – 4 afl.
- 1974 Kung Fu – als Margit Kingsley McLean – 2 afl.

- Bibsys: 2093079
- Biblioteca Nacional de España: XX1276669
- Bibliothèque nationale de France: cb140529868 (data)
- International Standard Name Identifier: 0000 0000 7689 1138
- Library of Congress Control Number: no2004049976
- Système universitaire de documentation: 253308895
- Virtual International Authority File: 12508705
- WorldCat: E39PBJcgwp8rQBdD3tJ96fRYfq